# Bistum Baní
Das Bistum Baní (lat.: Dioecesis Baniensis, spanisch: Diócesis de Baní) ist eine in der Dominikanischen Republik gelegene römisch-katholische Diözese mit Sitz in Baní. 

## Geschichte
Das Bistum wurde am 8. November 1986 durch Papst Johannes Paul II. mit der Päpstlichen Bulle Spiritali Christifidelium aus Gebietsabtretungen des Erzbistums Santo Domingo errichtet und diesem als Suffraganbistum unterstellt. 

## Bischöfe von Baní
- Príamo Pericles Tejeda Rosario, 1986–1997
- Freddy Antonio de Jesús Bretón Martínez, 1998–2015
- Víctor Emilio Masalles Pere, 2016–2023
- Faustino Burgos Brisman CM, seit 2024

## Weblinks

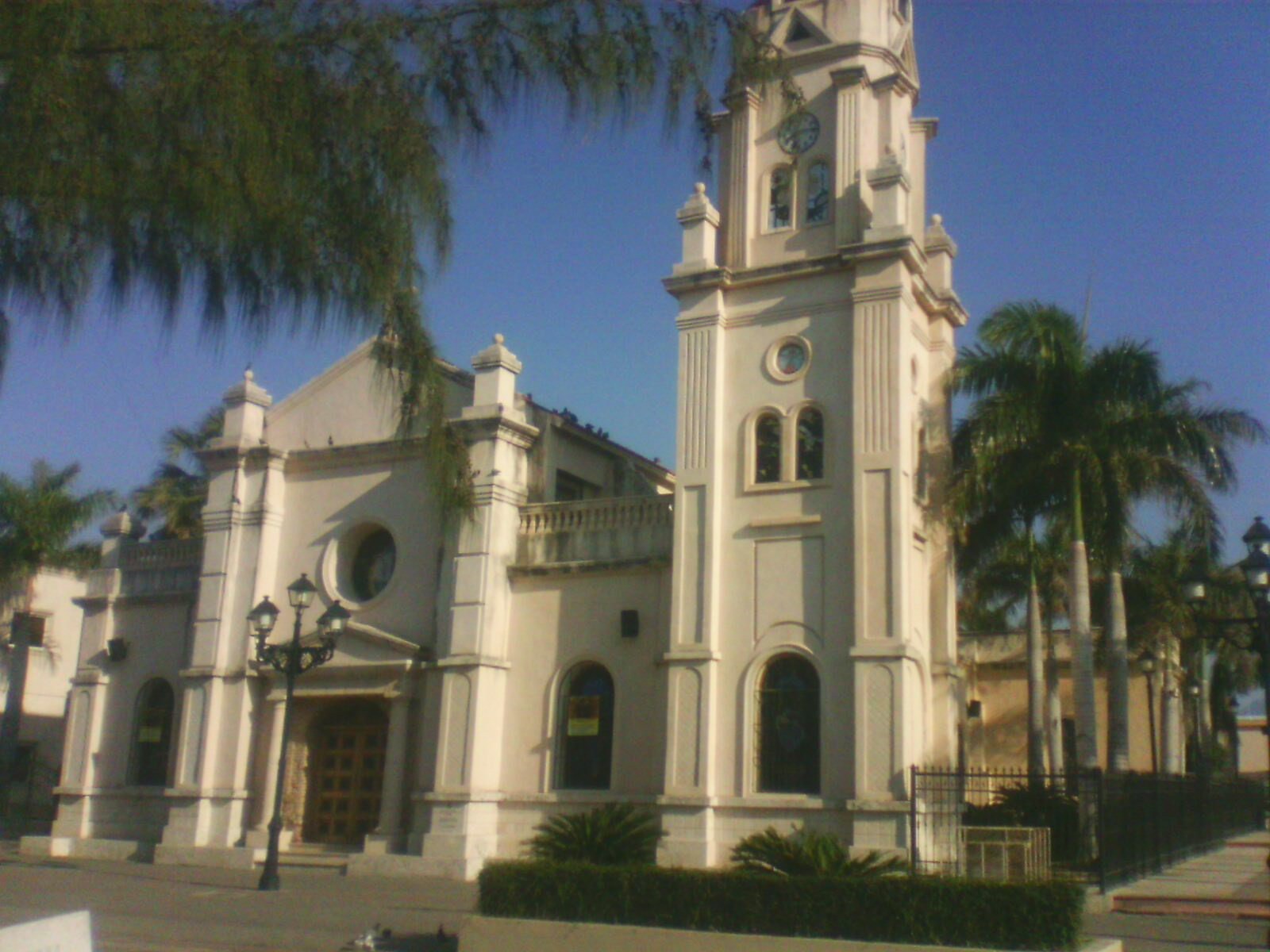
Kathedrale Baní